# 第二正典
第二正典（だいにせいてん、英: Deuterocanonical books）とは、旧約聖書の中でカトリック教会では正典とするが、プロテスタントでは正典とせず外典や偽典として扱われている書物のこと。聖公会は正典と同格の文書として受け容れるが、教義の源泉とすることは禁じている。

## 概説
成立時のキリスト教では、七十人訳聖書と呼ばれるギリシア語訳の聖書を自分たちの旧約聖書としてきた。この聖書はユダヤ人が持っているヘブライ語（ヘブル語）の聖書に含まれない文書（あるいは文書の一部）をいくつか含んでいたが、これらの文書は初期のキリスト教徒らがギリシア語を用いるユダヤ教徒から聖なる書物として受け継いだ「聖書」であるとしてきた。ヒエロニムスのように、含まれる文書の範囲が異なることを強調して、ヘブライ語の聖書に含まれる文書のみを聖書とすべきだとする動きや、それによってヘブライ語聖書に無い諸文書を「第二正典」として（ヘブライ語聖書にある）正典とは一応区別しようとする動きがあったが、カトリック教会では現在でもヘブライ語聖書に無いいくつかの文書を正典と同格の意味で第二正典として聖書の中に入れている。
しかし、マルティン・ルターは聖書をドイツ語に翻訳するにあたり、それまで使われていたラテン語の聖書（ウルガータ）からではなくヘブライ語原典から直接翻訳したため、ヘブライ語聖書に含まれる文書のみを内容とした聖書ができあがった。この「ヘブライ語聖書に含まれる文書のみを内容とした聖書」は、その後多くのプロテスタント諸派に受け継がれることになった。
カトリック教会とプロテスタントの共同のエキュメニズムとされる翻訳である新共同訳聖書では、第二正典を『旧約聖書続編』という名称で含むものと含まないものの二種類が販売されているが、現行の新共同訳聖書（旧約聖書続編付き）では、第二正典のうち『マカバイ記』のうち第3・第4を除いて、『エズラ記（ラテン語）』（『第4エズラ書』・『第2エスドラス書』とも）を加えて、旧約聖書と新約聖書の中間に配置されている。しかし、カトリック教会で伝統的に使用されてきたラテン語聖書（ヴルガータ）では、七十人訳聖書から翻訳したため第二正典を区別することなくマソラ本文（ヘブライ語聖書）由来の正典と混在させて配列しており、フランシスコ会訳聖書などカトリックの翻訳聖書ではその順序を踏襲している。
また一方正教会では正典に含まれない重要文書を不入典書と呼び、正典（入典書）とは厳格に区別している。

## プロテスタントの扱い
各派における扱いはさまざまであるとする新共同訳聖書の主張に対し、それらを旧約外典と呼び正典と峻別するプロテスタントの立場からは、新共同訳の主張は「正典と外典の違いについてあまりにも無知な意見である」との指摘がある。
ウェストミンスター信仰告白など歴史的なプロテスタント福音主義の信仰告白は聖書を66巻であると告白しており、プロテスタントである福音派の立場からは新共同訳聖書が「聖書の外典を続編として加え」たことについて、「読者にはその区別がよくわからないようです」、「カトリック教会も受け入れない外典が付け加えられている」と指摘されている。

## 一覧
七十人訳聖書は写本によって多少の異同はあるが、後のマソラ写本39巻に加えて下記の書物を含んでいる。
- 第1エズラ書（ギリシア語）
- トビト記
- ユディト記
- エステル記（ギリシア語）
  - ヘブライ語聖書の『エステル記』にない6ヶ所の付加部分がある。（エステル記補遺）
- マカバイ記
- 知恵の書（ソロモンの知恵）
- シラ書（ベン・シラの知恵）
- マナセの祈り
  - 『歴代誌』下33章。
- バルク書
- エレミヤの手紙
- ダニエル書補遺
  - ヘブライ語聖書の『ダニエル書』に「アザルヤの祈りと三人の若者の賛歌」「スザンナ」「ベルと竜」を加える。

上記のうち、第1エズラ書（ギリシア語）とマナセの祈り、およびマカバイ記のうち第3・第4マカバイ記は、カトリック教会では正典としていない。）